# NS 2100 (stoomlocomotief)
De serie NS 2100 was een serie sneltreinstoomlocomotieven van de Nederlandse Spoorwegen (NS) en diens voorganger Hollandsche IJzeren Spoorweg-Maatschappij (HSM).
De locomotieven hebben de asindeling 2'B. De serie 501 - 535 werd door HSM-ingenieur W. Hupkes ontworpen voor het trekken van de steeds zwaarder wordende personen- en sneltreinen. Omdat de SS overgegaan was naar sterkere 2'C-machines (zoals de serie SS 700) kon de HSM daarbij niet achterblijven. Hoewel er een HSM ontwerp bekend is voor een 2'C machine, is uiteindelijk gekozen voor een 2'B locomotief. Dit was echter niet in verband met de beperkte lengte van de draaischijven, zoals ten onrechte vaak gedacht wordt. Alle draaischijven waar de HSM over beschikten waren groot genoeg voor 2'C locomotieven. Wel kreeg de machine de maximale toelaatbare aslast van 17 ton en voor Nederlandse begrippen grote drijfwielen (2100mm), waardoor ze bij uitstek geschikt waren voor sneltreinen. Door het rammelende geluid van de koppelstangen hadden ze bij het personeel de bijnaam "Blikken Tinus". De locomotieven werden gebouwd door de Berliner Maschinenbau (voorheen Schwartzkopff) in Berlijn en Werkspoor in Amsterdam.
| HSM nummers | NS nummers | Aflevering | Fabrikant             | Bijzonderheden                |
| ----------- | ---------- | ---------- | --------------------- | ----------------------------- |
| 501-505     | 2101-2105  | 1914       | Berliner Maschinenbau |                               |
| 516-519     | 2116-2119  | 1916       | Werkspoor             |                               |
| 520-525     | 2120-2125  | 1917       | Werkspoor             |                               |
| 526-530     | 2126-2130  | 1919       | Werkspoor             | Met tenderbak in scheepsvorm. |
| 506-515     | 2106-2115  | 1920       | Berliner Maschinenbau | Met tenderbak in scheepsvorm. |
| 531-535     | 2131-2135  | 1920       | Werkspoor             | Met tenderbak in scheepsvorm. |

Bij de samenvoeging van het materieelpark van de HSM en de SS in 1921 kregen de locomotieven van deze serie de NS-nummers 2101 - 2135. Locomotief 2104, ex HSM 504 in 1914 door de Berliner Maschinenbau gebouwd, werd in 1954 als laatste uit deze serie afgevoerd en bleef voor het Nederlands Spoorwegmuseum behouden.

## Galerij

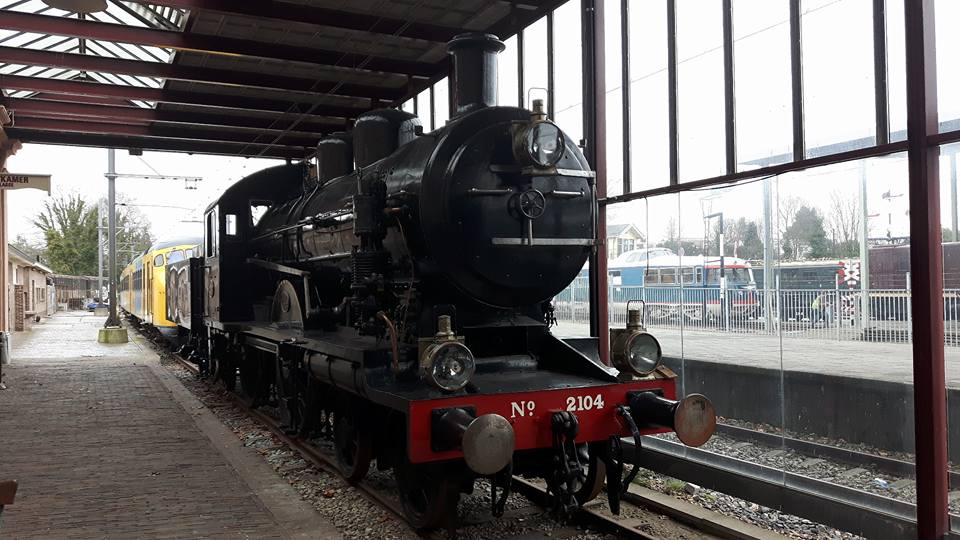
2104 in het Spoorwegmuseum (2017)
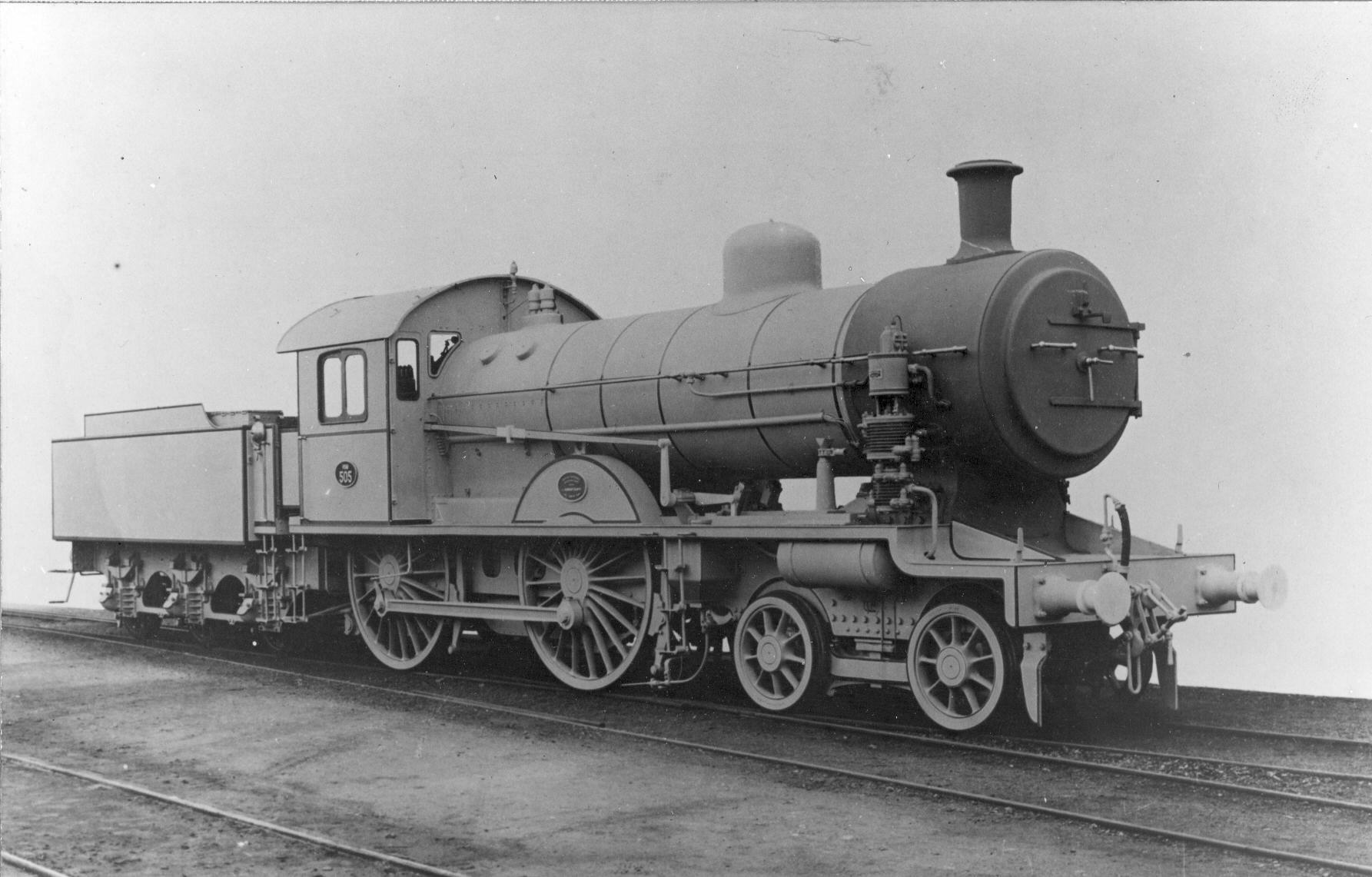
stoomlocomotief nr 505 uit de serie 501-523 van de H.S.M. (Hollandsche IJzeren Spoorwegmaatschappij) later omgenummerd als nr 2105 (serie 2100) van de N.S.
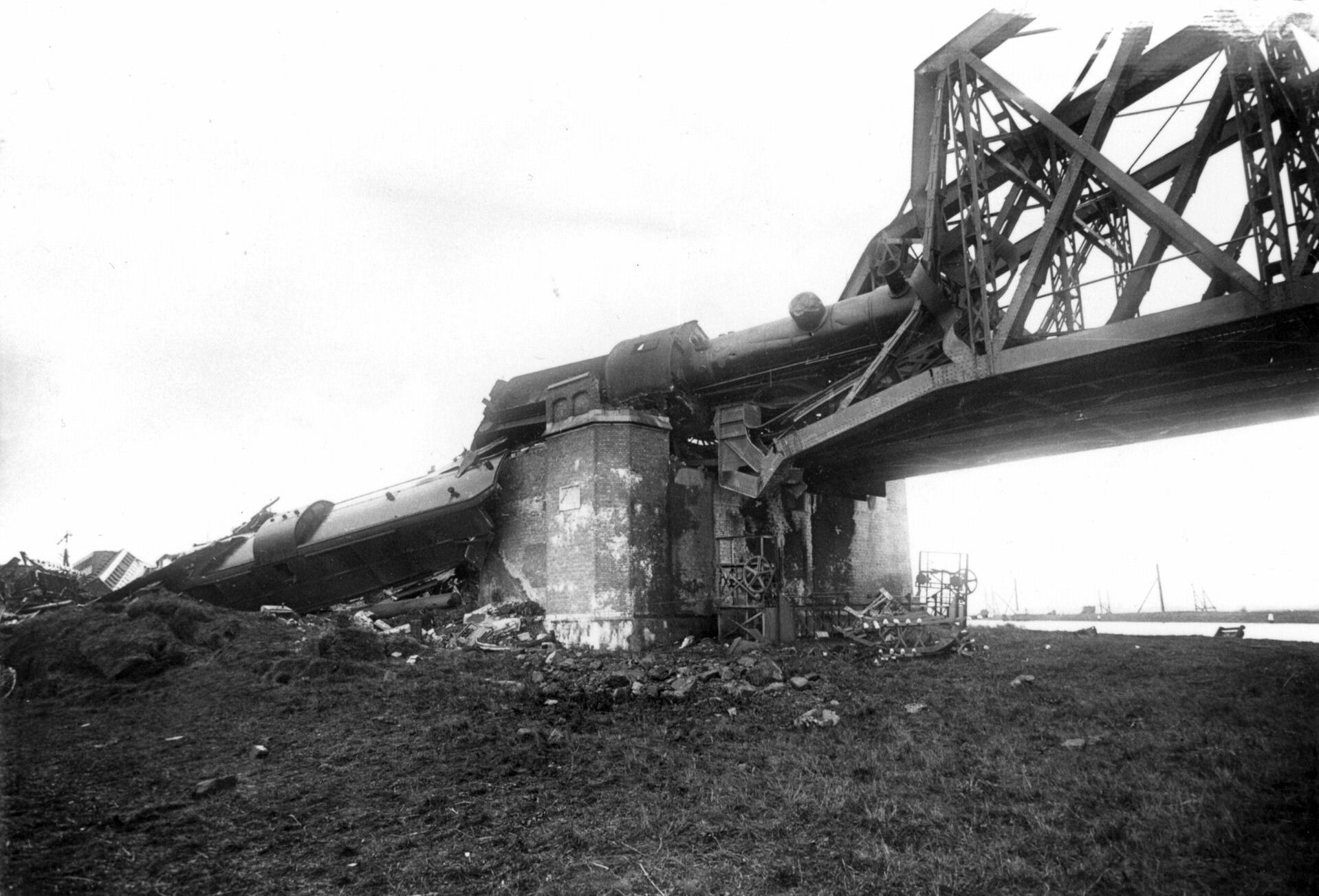
Bij de spoorbrug over het Merwedekanaal te Weesp verongelukte trein 102, met op het landhoofd de stoomlocomotief nr. 520 (serie 500) van de H.S.M. (later serie 2100 van de N.S.) en daaronder het bagagerijtuig D 507 (in 1918)
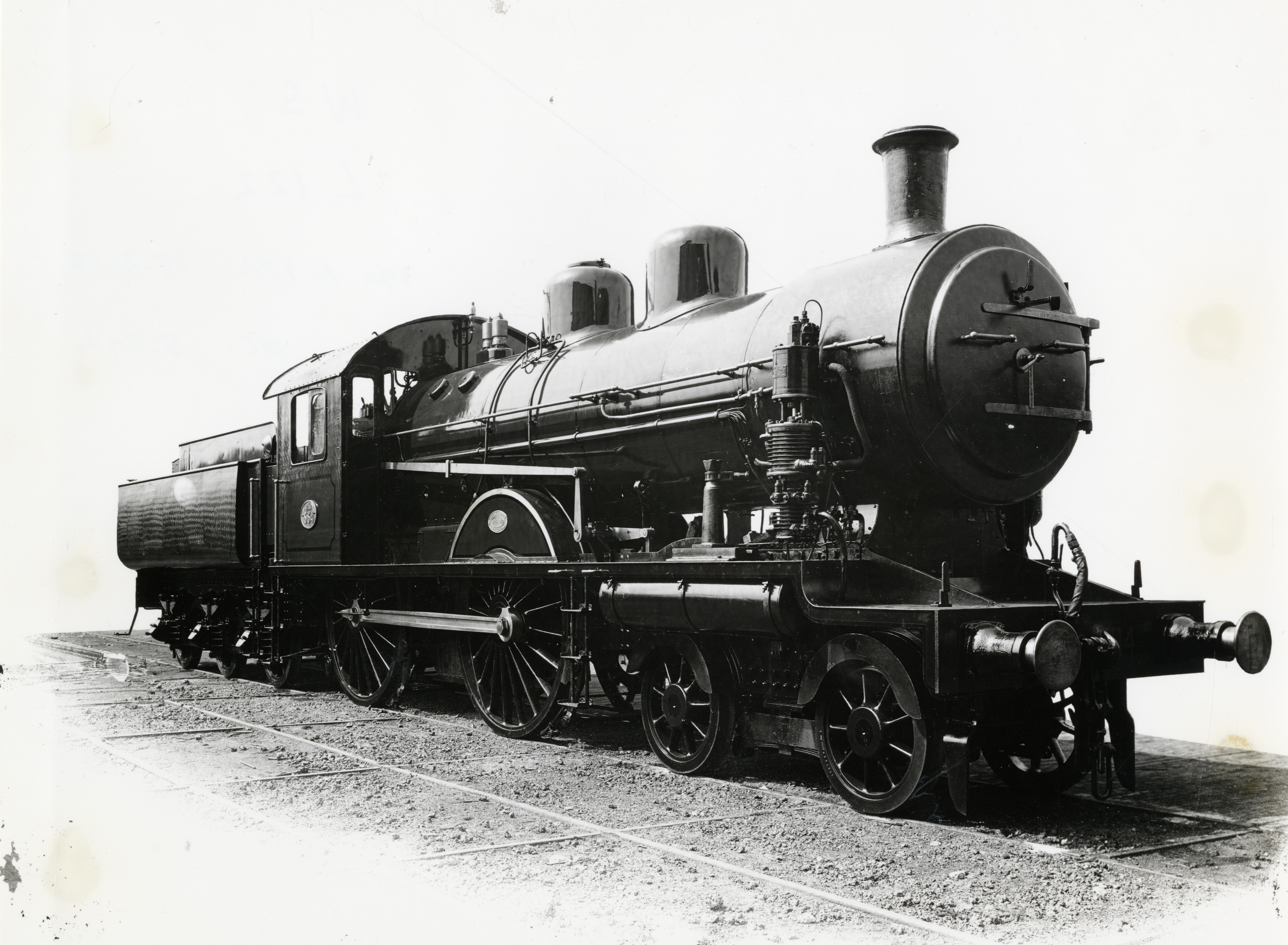
De fabrieksnieuwe stoomlocomotief nr. 534 (serie 501-535) van de H.S.M. Later nr. 2134 (serie 2100) bij de NS (in 1920).
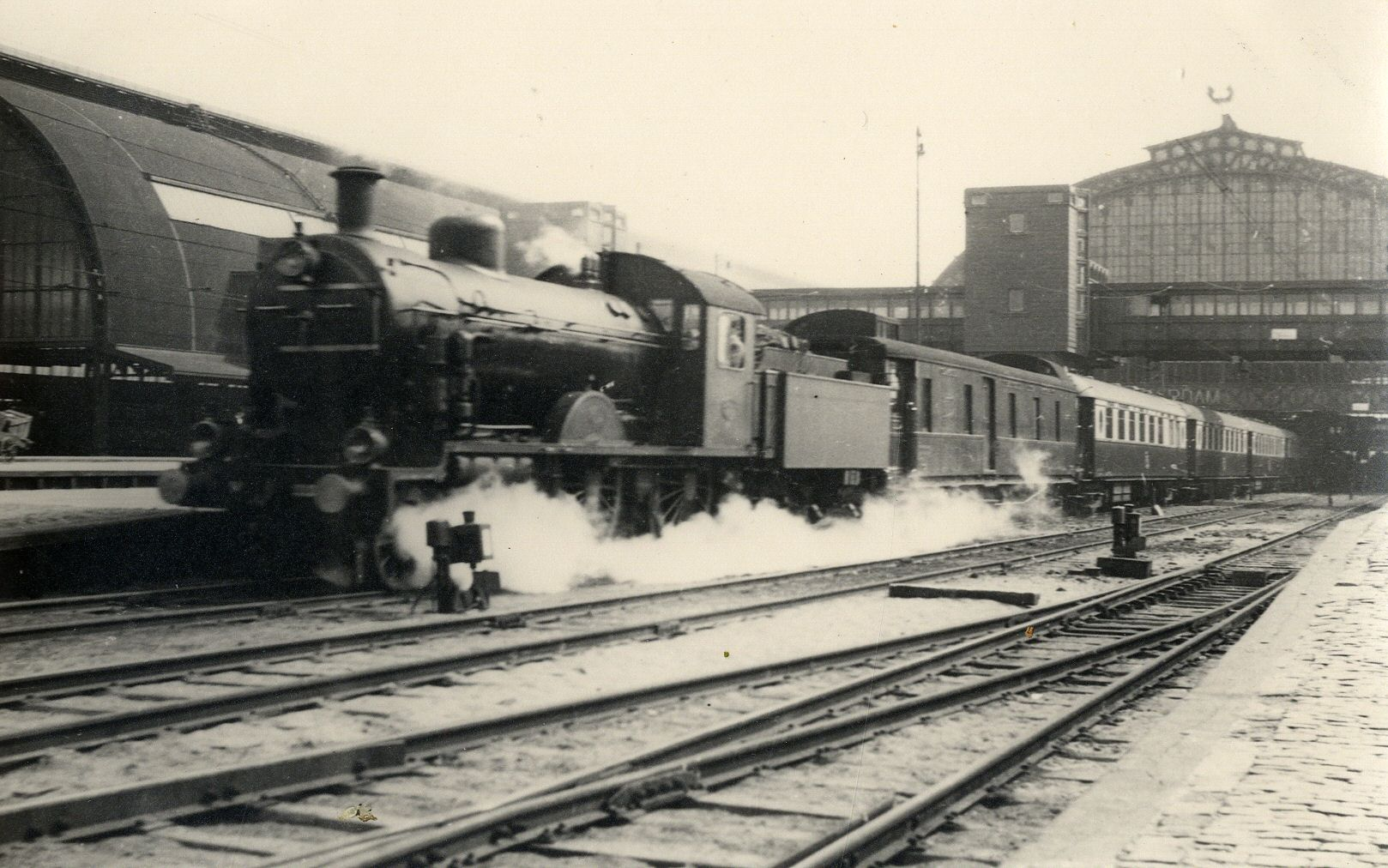
Stoomlocomotief uit de serie 2100 van de N.S. met een trein op het N.S.-station Amsterdam C.S. (tussen 1930 en 1940)
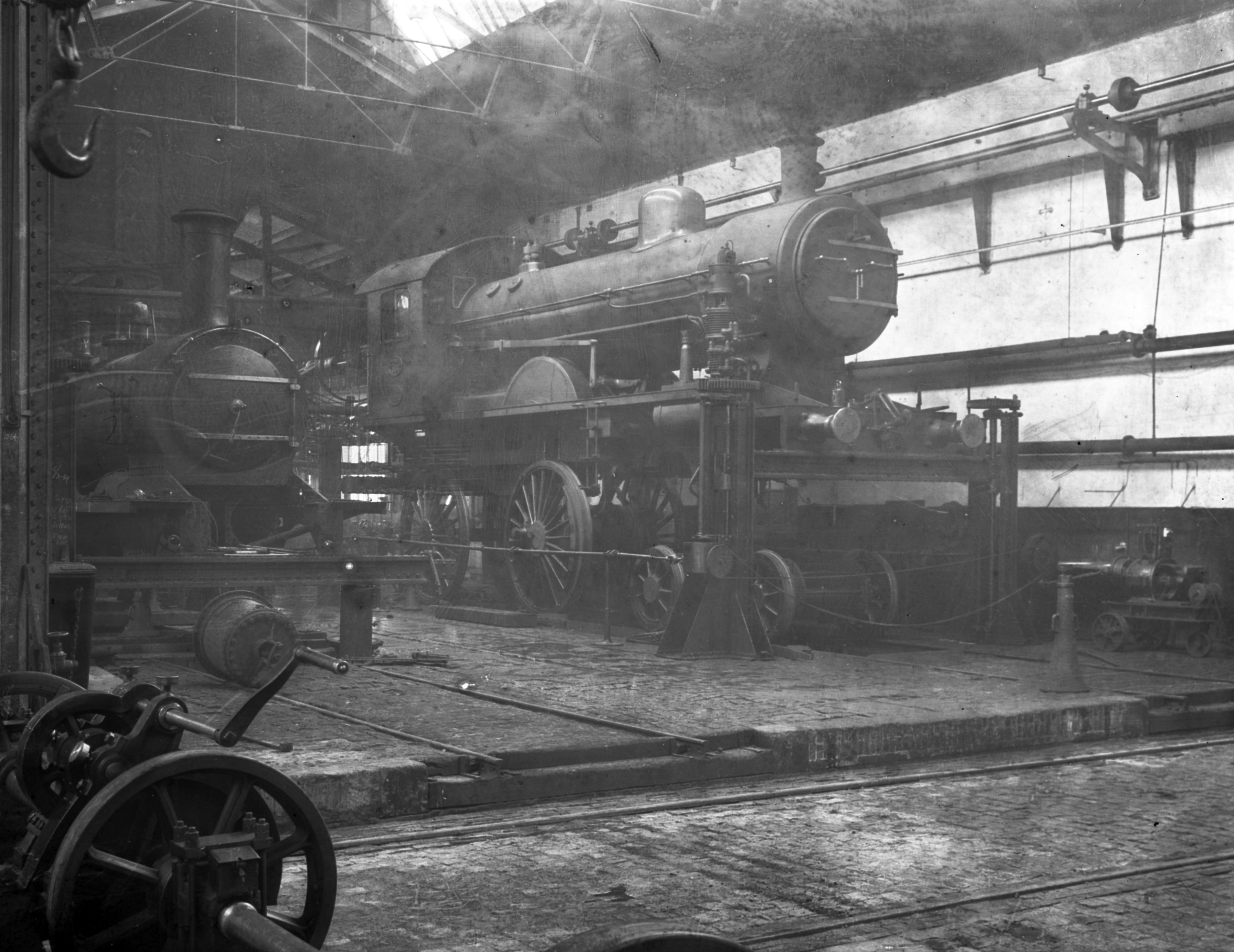
Stoomlocomtief nr. 504 (serie 501-523 van de H.S.M., later serie 2100 van de N.S.) tijdens revisie in locomotiefstelplaats III (hal 83) van de Centrale Werkplaats van de H.S.M. te Haarlem (in 1914)
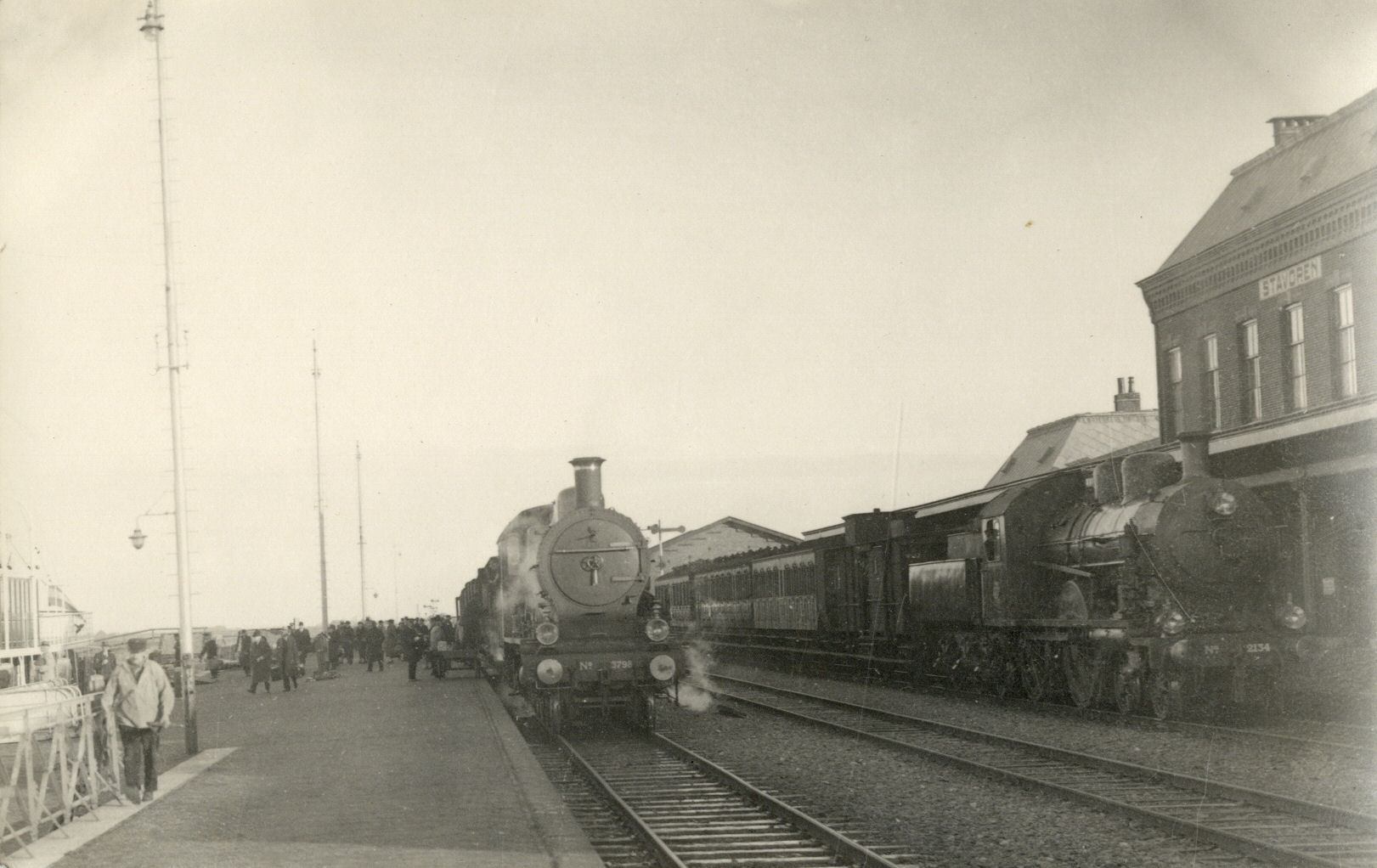
Stoomlocomotief nr. 3798 (serie 3700/3800) van de N.S. (link) en de stoomlocomotief nr. 2134 (serie 2100) (rechts) langs het perron van het N.S.-station Stavoren. (tussen 1930 en 1940)
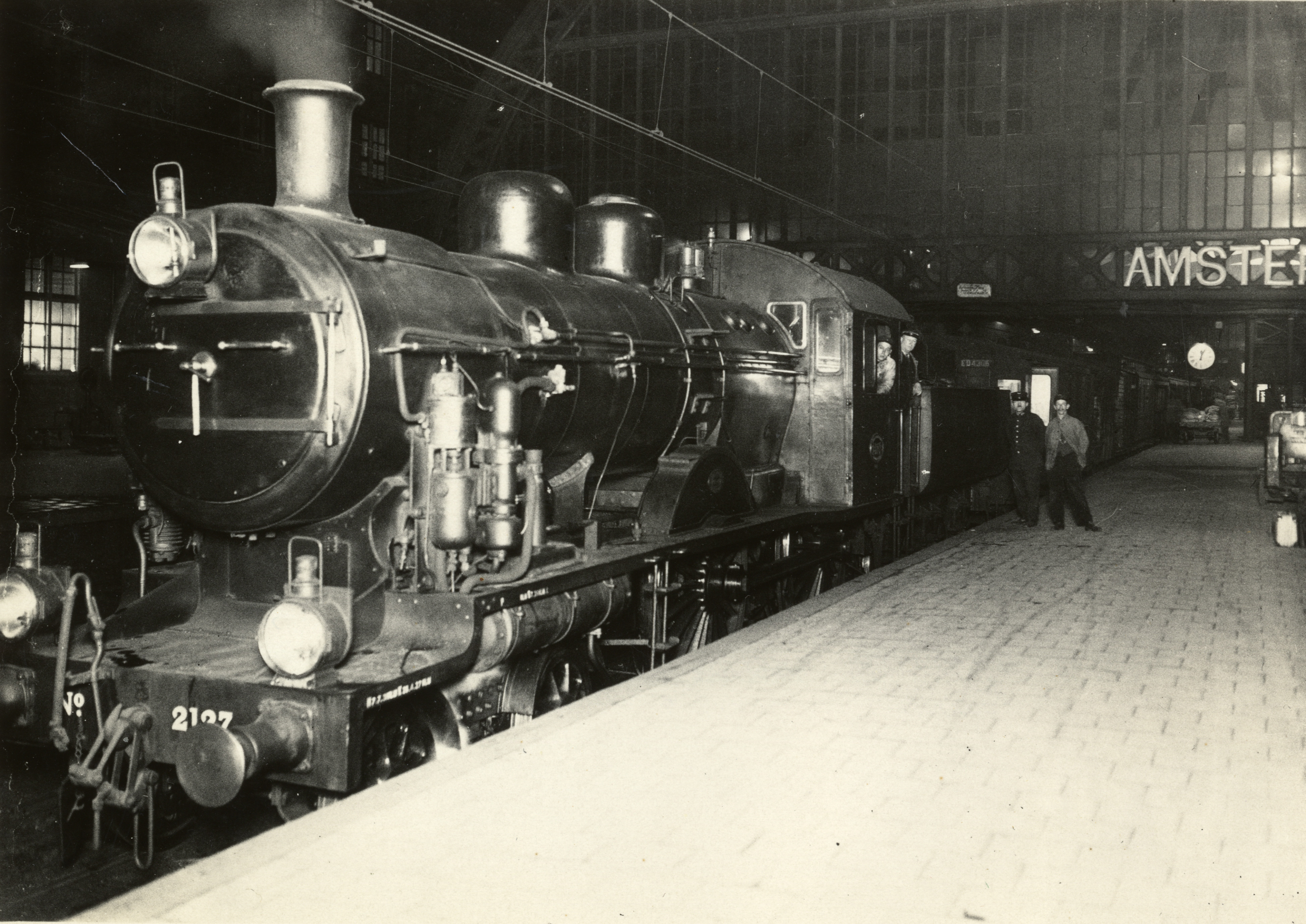
De nachtposttrein 155 naar Groningen, getrokken door de stoomlocomotief nr. 2127 (serie 2100) van de N.S., kort voor vertrek uit Amsterdam C.S. (tussen 1928 en 1933)
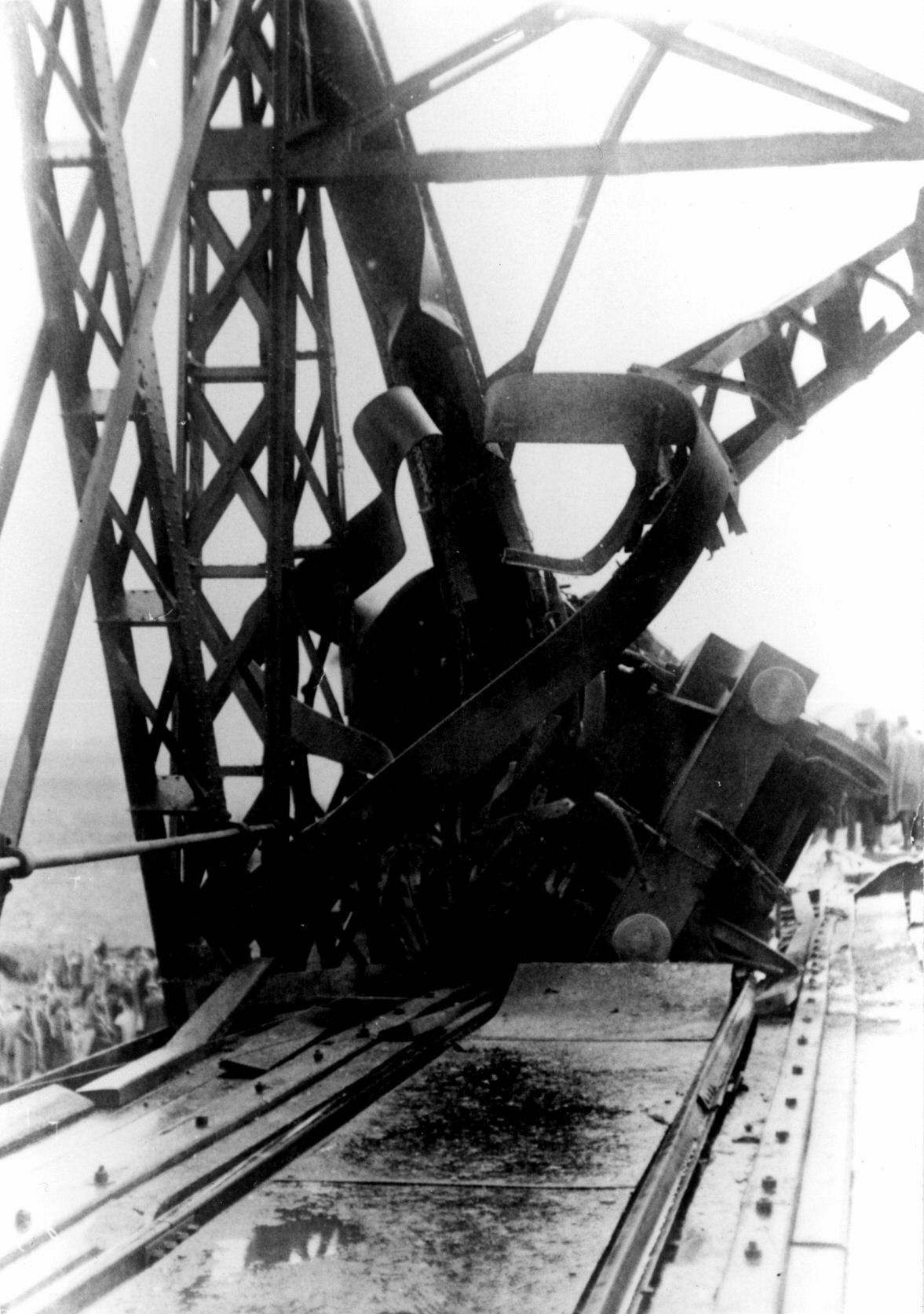
De spoorbrug over het Merwedekanaal te Weesp verongelukte trein 102, met de tegen de hoofdligger van de brug gebotste stoomlocomotief nr. 520 (serie 500) van de H.S.M. (later serie 2100 van de N.S. nr 2120) (in 1918)
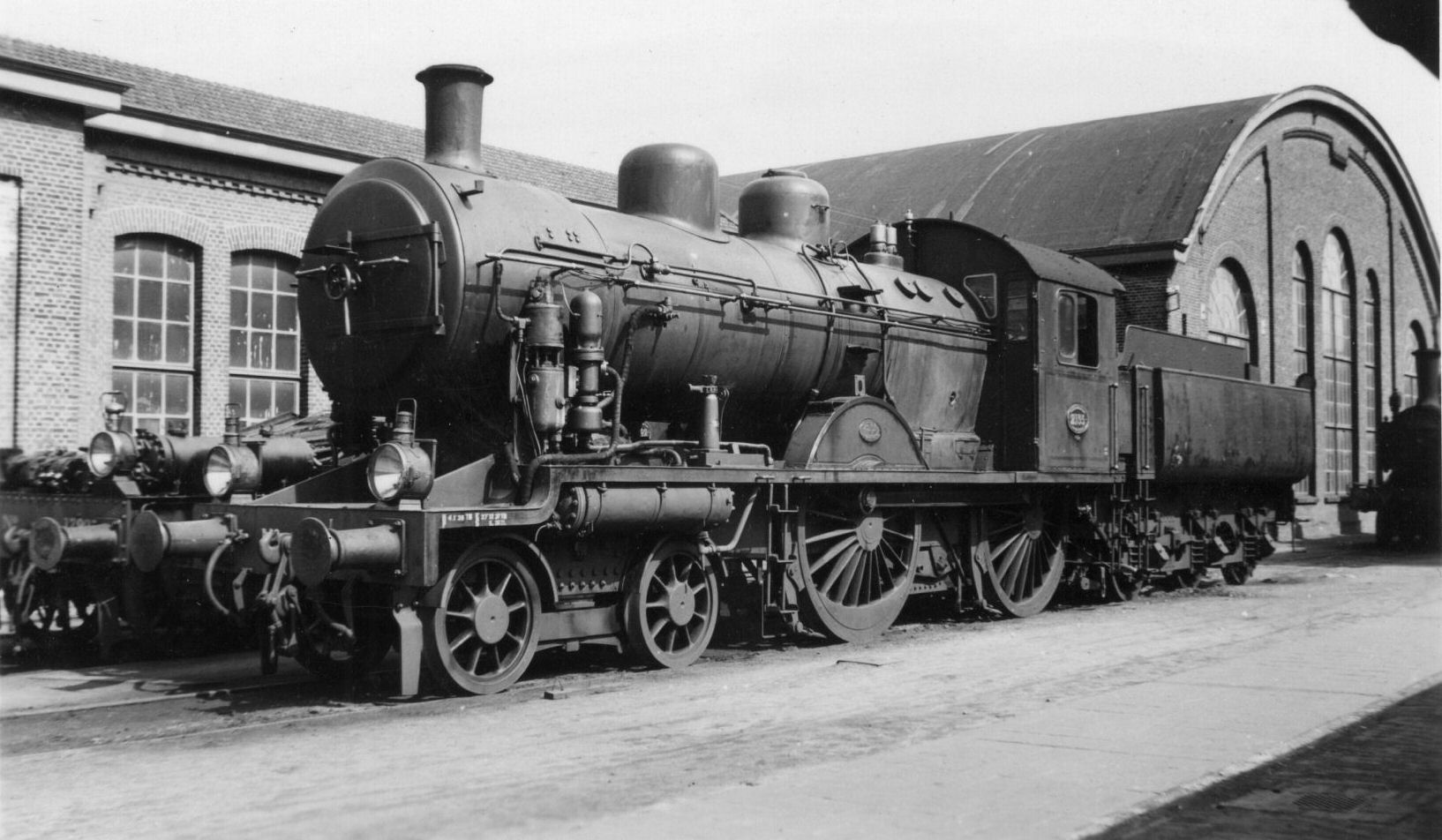
Stoomlocomotief NS 2135 bij de centrale werkplaats te Tilburg (1939)
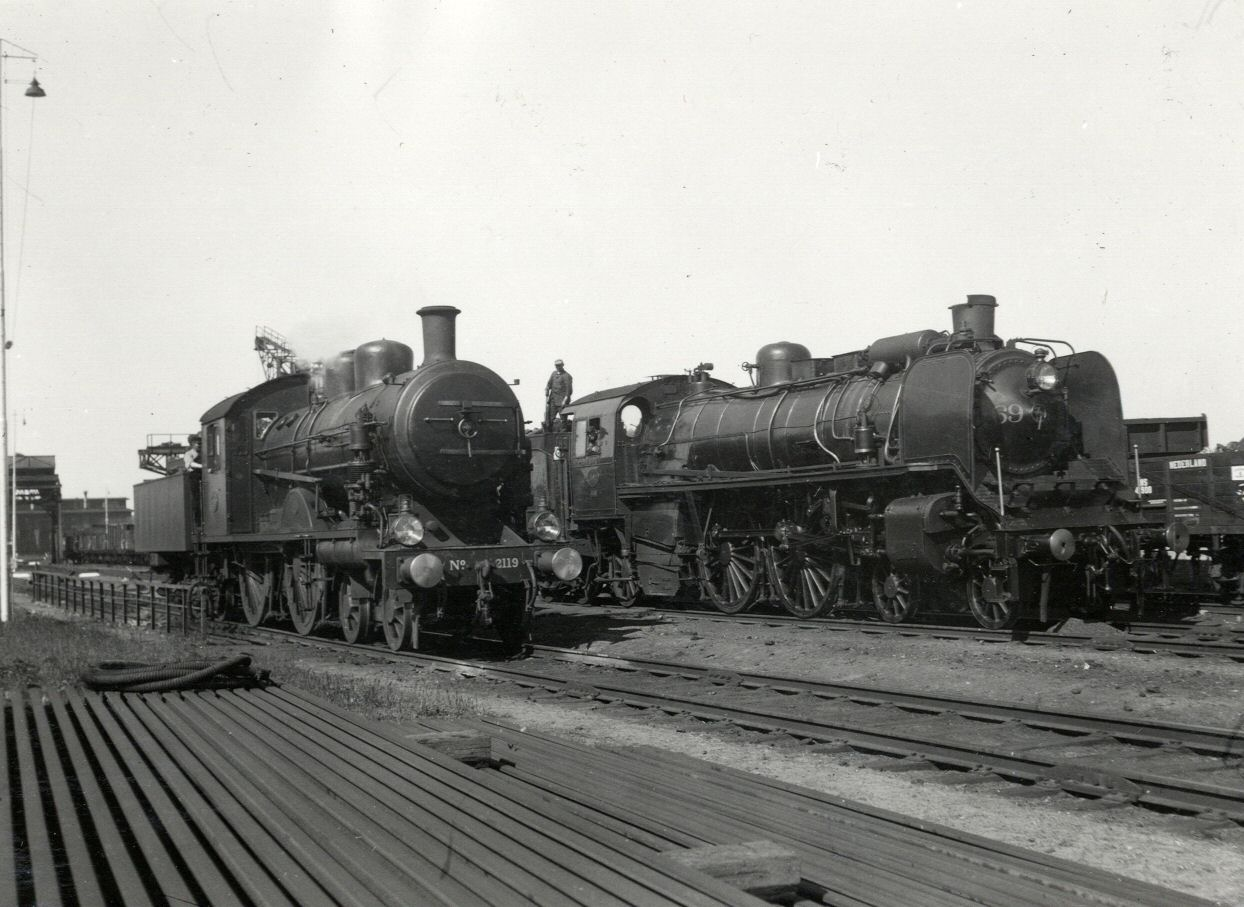
Stoomlocomotief nr. 2119 (serie 2100) van de N.S. (links) en (rechts) de stoomlocomotief nr. 6911 van de N.M.B.S. (Belgische Spoorwegen) te Roosendaal. (1939)
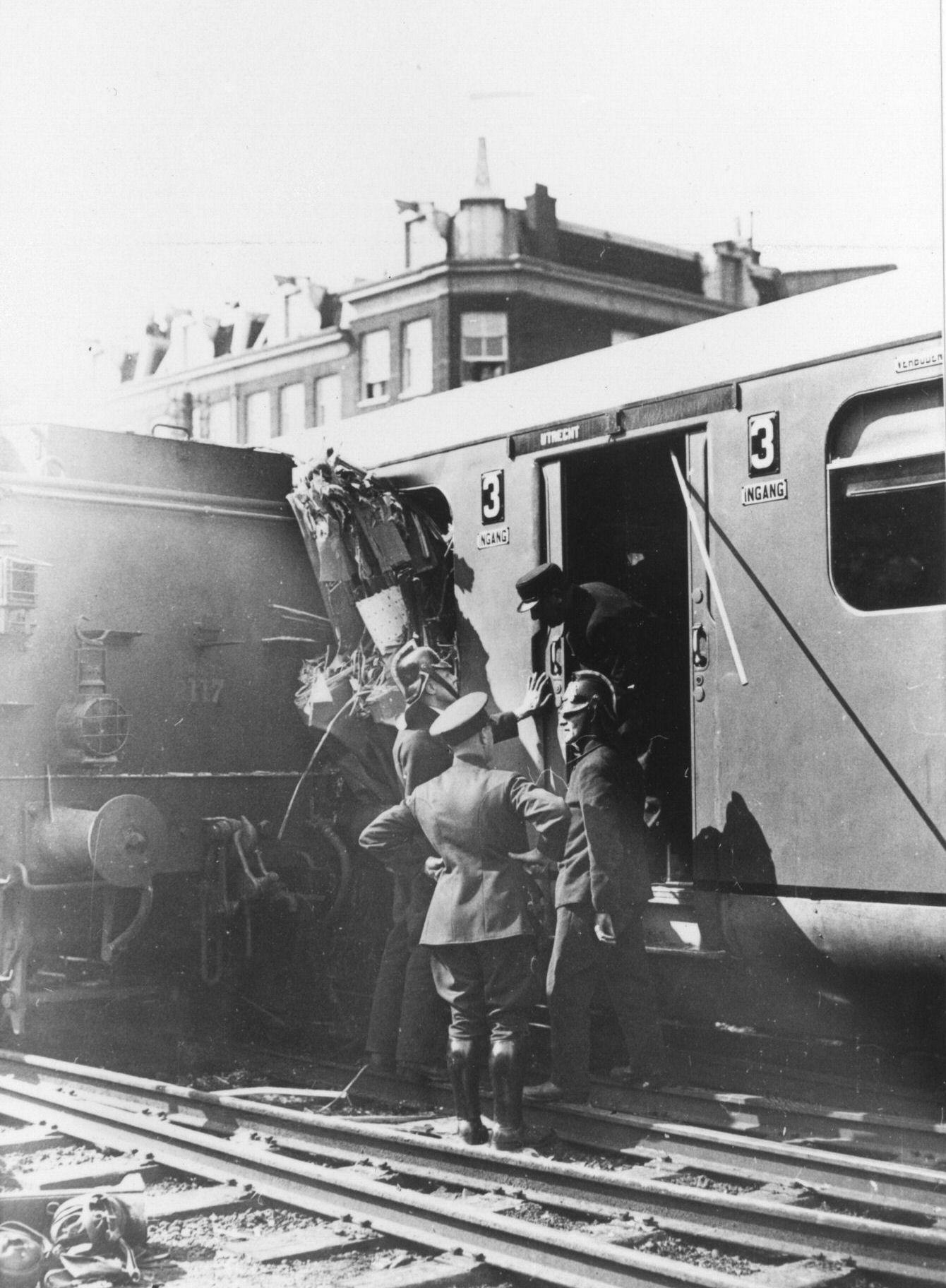
Diesel-electrische treinstel nr. 44 (DE 3, serie 11-50) van de N.S. na een zijdelingse aanrijding met de tender van stoomlocomotief nr. 2102 (serie 2100, op de tender het nr. 2117) van de N.S. nabij het N.S.-station Amsterdam Weesperpoort. (1934)
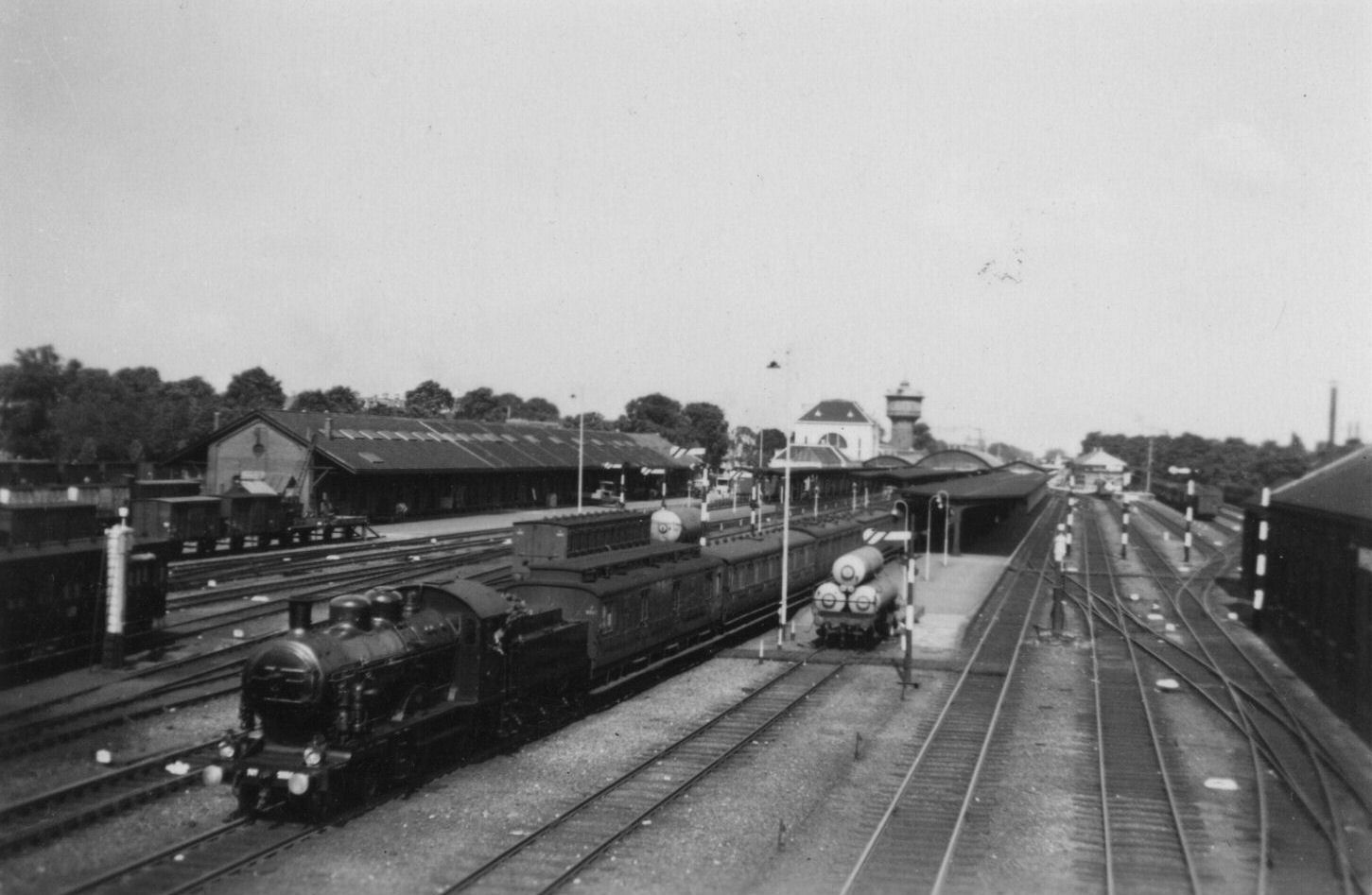
Het emplacement van het N.S.-station Leeuwarden, met een trein getrokken door een stoomlocomotief uit de serie 2100 van de N.S (1939)
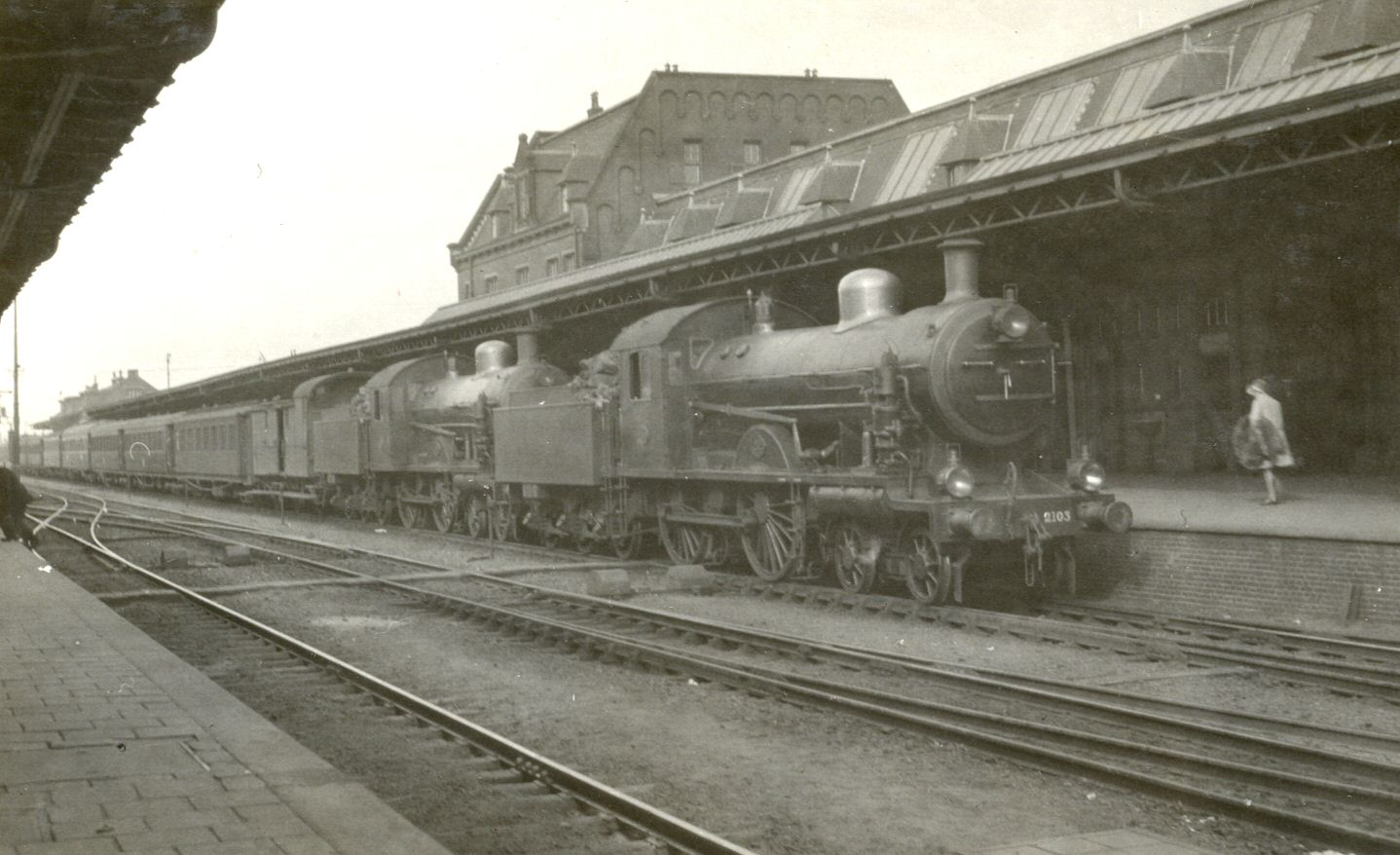
Een trein langs het perron van het N.S.-station Roosendaal te Roosendaal, met twee stoomlocomotieven uit de serie 2100 (voorop nr. 2103) van de N.S (tussen 1930 en 1940)
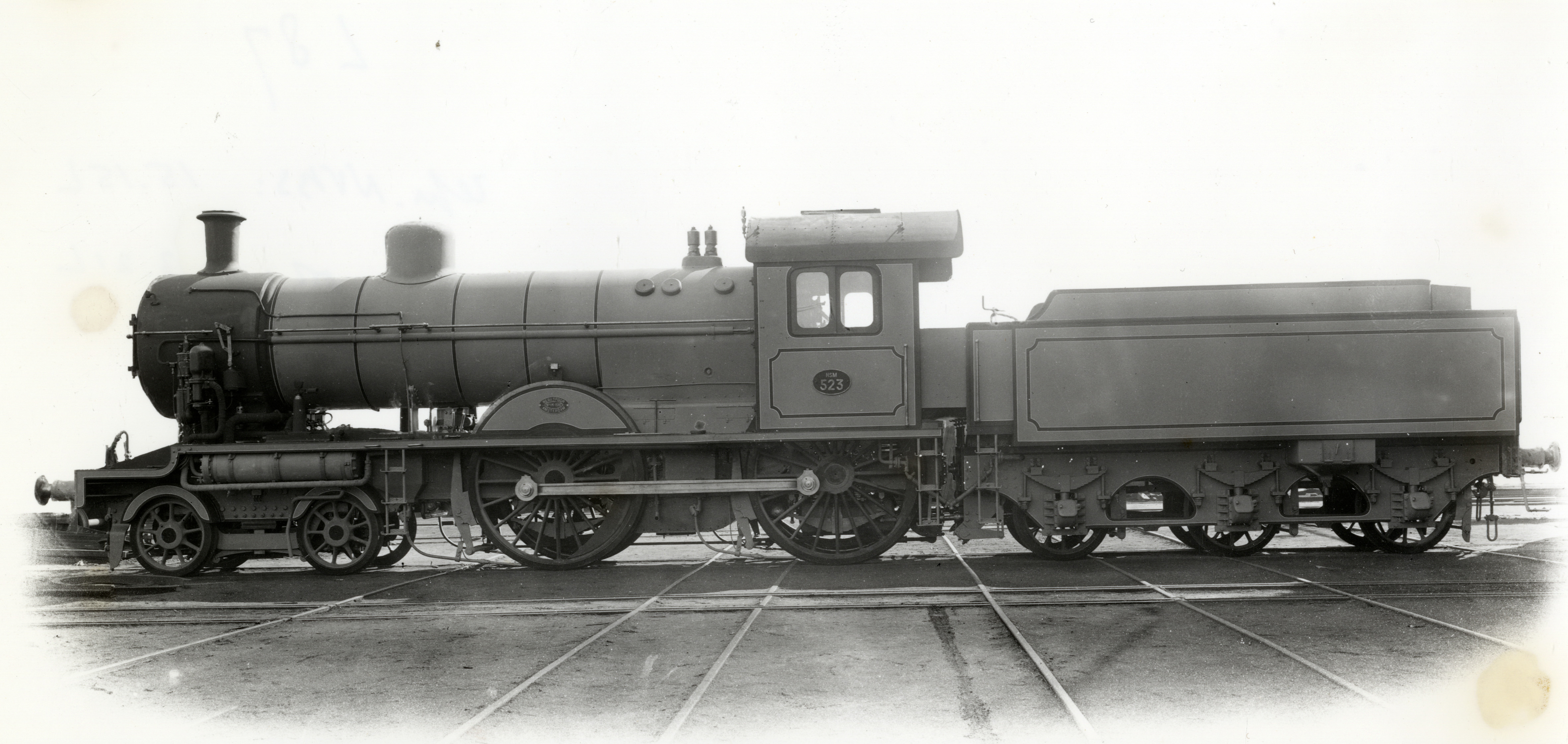
Fabrieksnieuwe stoomlocomotief HSM 523 later NS 2123 (1917)
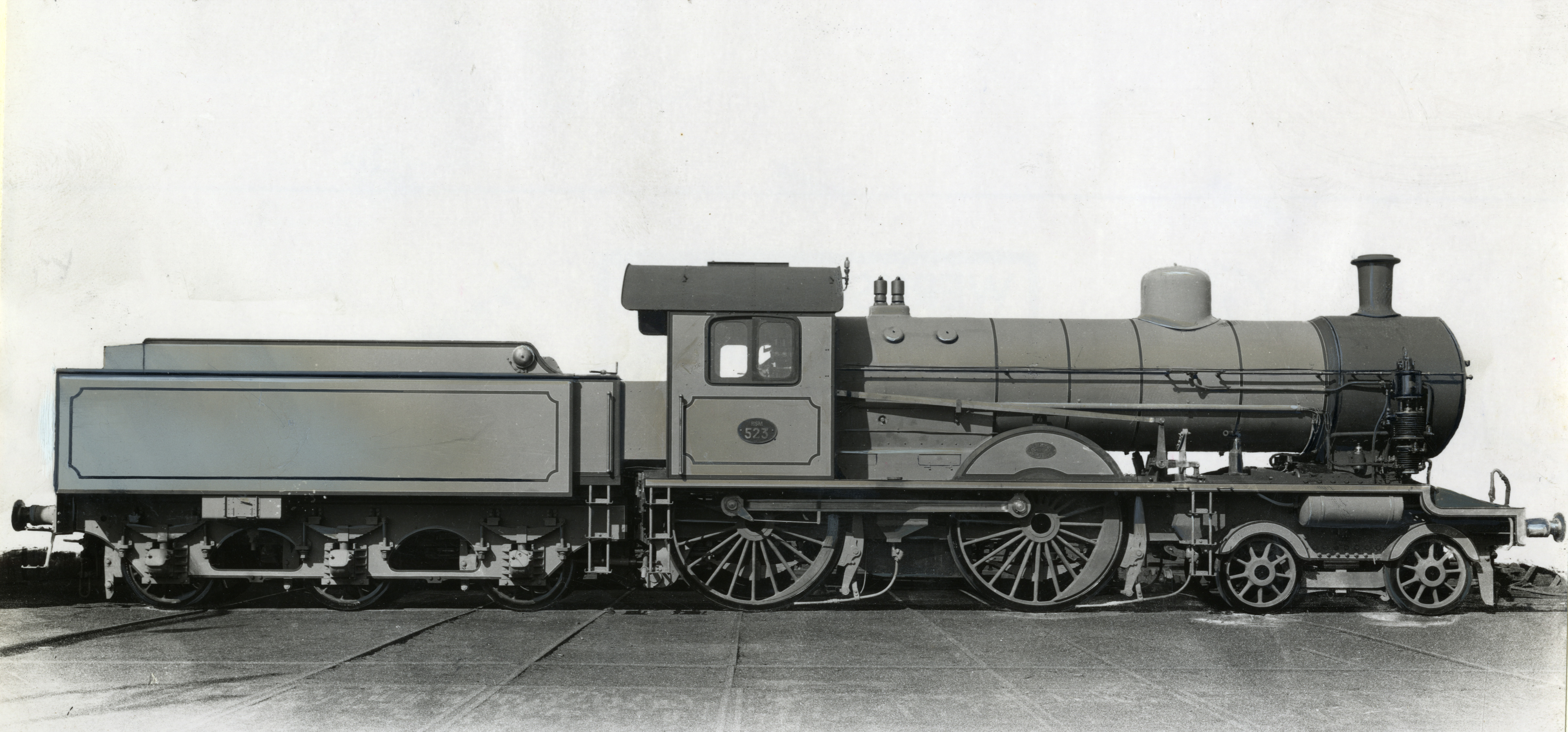
Fabrieksnieuwe stoomlocomotief HSM 523 later NS 2123 (1917)
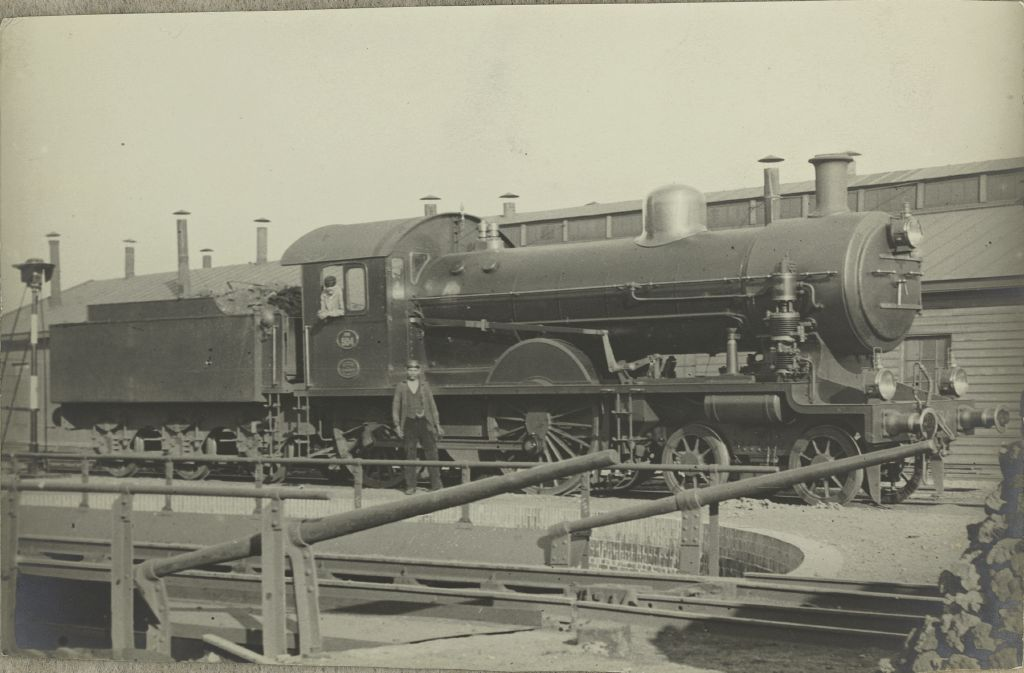